# Carlos Cuesta
Carlos Cuesta Arce (Gijón, 11 de septiembre de 1971) es un periodista y presentador de televisión español. En septiembre de 2022 se incorporó como director adjunto del Grupo Libertad Digitalen el que comunica desde su canal de YouTube información de la actualidad política española. 

## Experiencia profesional
Licenciado en periodismo y derecho, tiene también en su haber un MBA por el IESE. Antes de llegar a Veo Televisión pasa por diferentes medios de Unidad Editorial. 
Entra a formar parte de la plantilla del diario económico Expansión en 1994 hasta 2008. Allí comienza como redactor para temas fiscales y pasa por la sección jurídica donde ejerce como responsable. Tras ser nombrado jefe de sección de Economía y Política, llega a convertirse en redactor jefe de Economía y Política.
En 2009 es nombrado redactor jefe de El Mundo. 
Entre 2007 y 2008 compagina su puesto en Expansión con el de presentador del programa Veo Expansión. Entre 2009 y 2011, presentará Muchocuesta y La vuelta al mundo. En septiembre de 2011, Carlos Cuesta vuelve a la televisión de Unidad Editorial para presentar Con el Mundo a Cuestas en VEO TV, aunque solamente durante unos meses hasta el cierre de la cadena.
Entre el 10 de septiembre de 2012 y el 31 de enero de 2013 presentó el programa De hoy a mañana en 13 TV y desde abril de ese año hasta septiembre de 2017 La marimorena en la misma cadena. Desde septiembre de 2012 colabora en el programa  24 horas, en RNE. Asimismo, desde 2013 también colabora a menudo en los programas de debate El cascabel de Antonio Jiménez y + Claro Agua de Isabel Durán, ambas en el ya mencionado canal 13 TV. En septiembre de 2017 finalizó su relación contractual con dicho canal. Desde enero de 2018 también colabora en la tertulia del programa Asuntos públicos, en el Canal 24 horas de TVE. También desde 2018 trabaja en Distrito TV como director y presentador del programa Con España a Cuesta centrado en el debate y análisis de la actualidad política española.
Antes de su incorporación al Grupo Libertad Digital fue director adjunto de OKDiario. En la actualidad compagina su labor como director adjunto del Grupo Libertad Digital con la colaboración en diversos programas de televisión en Antena 3, Cuatro y Telemadrid.